# Hyalurga fenestrigera
Hyalurga fenestrigera är en fjärilsart som beskrevs av Jacob Hübner 1819. Hyalurga fenestrigera ingår i släktet Hyalurga och familjen björnspinnare. Inga underarter finns listade i Catalogue of Life.